# Thelcticopis pestai
Thelcticopis pestai är en spindelart som först beskrevs av Eduard Reimoser 1939.  Thelcticopis pestai ingår i släktet Thelcticopis och familjen jättekrabbspindlar.
Artens utbredningsområde är Costa Rica. Inga underarter finns listade i Catalogue of Life.